# Charitopes albilabris
Charitopes albilabris là một loài tò vò trong họ Ichneumonidae.